# Courtney Act
Shane Gilberto Jenek (Brisbane, 18 de fevereiro de 1982), mais conhecido pelo nome artístico de Courtney Act, é uma drag queen, cantora, animadora e apresentadora australiana. Jenek primeiro ganhou destaque como Courtney, competindo na primeira temporada do Australian Idol em 2003. Após o programa ela lançou seu single de estreia, "Rub Me Wrong", que chegou ao 29º lugar na ARIA Singles Chart.  Em 2003, enquanto fazia audições para o Australian Idol, ele também se tornou o primeiro candidato gay a aparecer abertamente em um reality/talent show. Em 2014, Jenek foi um dos vice-campeões da sexta temporada de RuPaul's Drag Race.
Em janeiro de 2018, Jenek apareceu na vigésimo primeira temporada do Celebrity Big Brother e finalmente ganhou o reality com 49,43% da votação final do público. Jenek também começou a apresentar o The Bi Life, o primeiro reality show bisexual do Reino Unido, no E!. Em 2019, Act se tornou a vice-campeã da versão australiana doDancing With The Stars.

## Início da vida
Jenek nasceu em Brisbane, na Austrália, e se mudou para Sydney aos 18 anos.   Originalmente, pretendia levar o nome de Ginger Le'Bon e ser uma "cantora de boate sonora ruiva e ruiva".  Em vez disso, ele criou o nome artístico de Courtney Act, que é um trocadilho com a frase "pega no flagra" como pronunciada em um acento não-rótico, como o inglês australiano. 

## Carreira
Em dezembro de 2013, a Logo anunciou que Courtney Act estava entre as 14 drag queens que competiriam na sexta temporada do RuPaul's Drag Race.  Ela ficou como vice-campeã ao lado de Adore Delano.
Em julho de 2014, Courtney Act tornou-se a primeira drag na história a cantar ao vivo com a Orquestra Sinfônica de San Francisco, Jenek apareceu como artista convidado de Cheyenne Jackson em "Hello, Gorgeous! Cheyenne Jackson Goes to the Movies". Os dois cantaram um dueto de "Elephant Love Song" do filme de 2001, Moulin Rouge de Baz Luhrmann. 
Em setembro de 2014, Courtney Act juntamente com Willam Belli e Alaska Thunderfuck 5000, foram as primeiras drag queens a se tornarem garota-propagandas para a American Apparel. Trabalhou para a campanha Artistas de Apoio, Suporte à Produção Ética da marca de moda, apresentando três camisetas exclusivas limitadas que homenageiam os talentos e fascínio de cada drag queen. 
Courtney também tem uma empresa de perucas chamada Wigs By Vanity,o foco da empresa é a venda de produtos para drag queens,a sua sócia é  Vanity Faire, que também é drag queen. 
Em dezembro de 2015, Courtney participou de dois singles do LP Christmas Queens, "From Head to Mistletoe", e "Christmas Sweater", com outras garotas da American Apparel, Willam e Alaska. [carece de fontes?]
A partir de 2016, Jenek tem sido um correspondente estrangeiro para o site de notícias australiano, Junkee. Jenek cobriu a eleição presidencial de 2016 para o local, participando de comícios de Hillary Clinton e Donald Trump. Após a eleição de Trump, Jenek também participou e informou sobre a Marcha Feminina de 2017. [carece de fontes?]
Em outubro de 2017, Courtney apareceu no Single AF, um show de celebridades na MTV britânica. 
Courtney/Shane J, que é conhecido no reality, competiu na vigésima primeira temporada da edição britânica do Celebrity Big Brother, vencendo a temporada. 
Jenek é a apresentadora do reality show de namoro The Bi Life, que estreou dia 25 de outubro de 2018 no E! na Irlanda e no Reino Unido.     Jenek também é apresentadora do late-night talk show The Courtney Act Show no Channel 4. 
Jenek competiu com a música "Fight for Love" no Eurovision: Austrália decide em fevereiro de 2019 para representar a Austrália no Eurovision Song Contest 2019.

## Vida pessoal
Jenek é vegano e se identifica assexual, gênero fluido e poliamoroso.   Em 2018 ele se mudou para Londres, tendo vivido anteriormente em Sydney e Los Angeles. 

## Turnê
Co-Headlining Tours
- Access All Areas Tour (2017)